# Ундецильйон
Ундецилліо́н — натуральне число, яке є одиницею з 
- 36 нулями (1×1036 = {\displaystyle 10^{36}}, тисяча децильйонів або мільйон нонилліонів) у системі найменування чисел за короткою шкалою, яка використовується в США та деяких інших країнах;
- 66 нулями (1×1063 = {\displaystyle 10^{66}} = {\displaystyle 10^{6}\times 10^{6}\times 10^{6}\times 10^{6}\times 10^{6}\times 10^{6}\times 10^{6}\times 10^{6}\times 10^{6}}, мільйон в одинадцятій степені) у системі найменування чисел за довгою шкалою, популярній у континентальній Європі та інших країнах.

|                         | Коротка шкала | Довга шкала  |
| ----------------------- | ------------- | ------------ |
| {\displaystyle 10^{33}} | децильйон     | децильйон    |
| {\displaystyle 10^{36}} | ундецилліон   | ундецилліард |
| {\displaystyle 10^{39}} | дуодецилліон  | ундецилліон  |

## Ілюстрації
- У системах математики та комбінаторики часто використовуються великі числа, такі як ундецилліон, для позначення порядків, що перевищують можливості простих обчислень. Наприклад, у теорії чисел та теорії множин ундецилліонні числа застосовуються в екстремальних розрахунках і гіпотезах.
- У Росії було накладено штраф на Google, який у жовтні 2024 року досяг надзвичайної суми в 2 ундецилліони рублів. Цей штраф пов’язаний із блокуванням російських державних каналів на YouTube, зокрема таких каналів, як НТВ та Росія 24. Російський суд ухвалив, що якщо компанія не зніме блокування, штраф зростатиме експоненційно, подвоюючись щотижня.